# NK Posavac Kupina
NK Posavac je nogometni klub iz Kupine u Brodsko-posavskoj županiji.
Klub je osnovan 1981. Nekoliko sezona klub se natjecao u 2. ŽNL Brodsko-posavskoj. 
Trenutačno se natječe u 3. ŽNL Brodsko-posavskoj.